# Dwersboskasteel

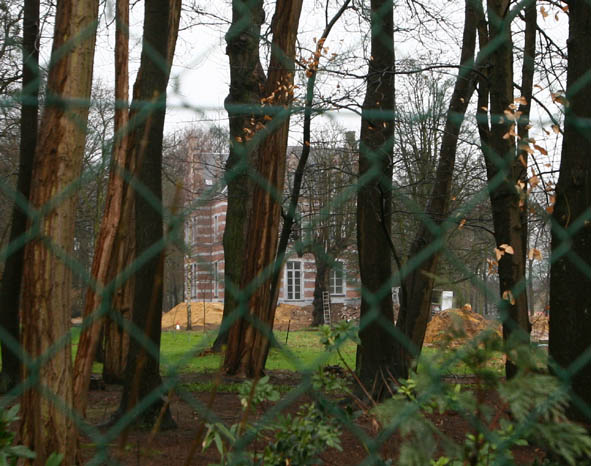
Dwersboskasteel

Het Dwersboskasteel is een kasteel in de Vlaams-Brabantse plaats Beersel, gelegen aan de Alsembergsteenweg 1143-1147.

## Geschiedenis
Het kasteeldomein ontstond vanuit een hoeve die aan de Jezuïeten toebehoorde maar tijdens de Franse Revolutie (eind 18e eeuw) werd onteigend. De hoeve is daarmee het oudste gebouw op het domein en draagt jaartallen 1715 en 1740. In 1867 werd de hoeve uitgebreid. In 1870 werd het Dwersboskasteel gebouwd in opdracht van Theodoor De Roest d’Alkemade. Dit kasteeltje werd gebouwd in neotraditionele stijl.

## Domein
Het kasteel wordt omringd door een landschapspark bestaande uit een grasveld, bossen en een vijver.